# Boris Mfoumou
Adrien Mfoumou, né le 18 mars 2005 à Yaounde au Cameroun, est un footballeur international camerounais qui joue au poste d'attaquant au FC Differdange 03.

## Biographie

### AS Fortuna (2022-2025)
Formé au sein du club, la carrière du joueur débute le 3 novembre 2022 en championnat où il inscrit directement un doublé face au FC Yaoundé II.
Lors de la Coupe du Cameroun en 2024, le joueur marque cinq buts à la Lumière de Dzeng.

### FC Differdange 03 (depuis 2025)
Alors récemment sélectionné avec le Cameroun, le joueur s'engage avec le FC Differdange 03 au Luxembourg, alors champion en titre de BGL Ligue et qualifié pour la Ligue des champions de l'UEFA,,. 